# Біскупиці (Прошовицький повіт)
Біскупиці (пол. Biskupice) — село в Польщі, у гміні Кошиці Прошовицького повіту Малопольського воєводства.
Населення — 208 осіб (2011).
У 1975-1998 роках село належало до Келецького воєводства.

## Демографія
Демографічна структура станом на 31 березня 2011 року:
|          | Загалом | Допрацездатний вік | Працездатний вік | Постпрацездатний вік |
| -------- | ------- | ------------------ | ---------------- | -------------------- |
| Чоловіки | 105     | 25                 | 70               | 10                   |
| Жінки    | 103     | 15                 | 63               | 25                   |
| Разом    | 208     | 40                 | 133              | 35                   |